# Сен-Феликс (Алье)
Сен-Фели́кс (фр. Saint-Félix) — коммуна во Франции, находится в регионе Овернь. Департамент коммуны — Алье. Входит в состав кантона Варен-сюр-Алье. Округ коммуны — Виши.
Код INSEE коммуны — 03232.

## Население
Население коммуны на 2008 год составляло 334 человека.
| 1962 | 1968 | 1975 | 1982 | 1990 | 1999 | 2008 |
| ---- | ---- | ---- | ---- | ---- | ---- | ---- |
| 116  | 150  | 148  | 167  | 248  | 252  | 334  |

## Экономика
В 2007 году среди 212 человек в трудоспособном возрасте (15—64 лет) 167 были экономически активными, 45 — неактивными (показатель активности — 78,8 %, в 1999 году было 74,4 %). Из 167 активных работали 163 человека (87 мужчин и 76 женщин), безработных было 4 (1 мужчина и 3 женщины). Среди 45 неактивных 21 человек были учениками или студентами, 14 — пенсионерами, 10 были неактивными по другим причинам.